# لئونید کوراولیوف
لئونید کوراولیوف (روسی: Леонид Вячеславович Куравлёв؛ زادهٔ ۸ اکتبر ۱۹۳۶ – 
۳۰ ژانویهٔ ۲۰۲۲) بازیگر اهل روسیه بود. وی از بین سال های ۱۹۵۹ تا ۲۰۱۵ میلادی مشغول فعالیت بود.
از فیلم‌ها یا برنامه‌های تلویزیونی که وی در آن نقش داشت‌، می‌توان به گامبی ترکی، لحظات هفده‌گانه بهاری، مرشد و مارگاریتا اشاره کرد.

## مرگ
در کوراولیوف در ۳۰  ژانویه ۲۰۲۲ در سن ۸۵ سالگی بر اثر ذات الریه در مسکو درگذشت.